# Потерянный рай (фильм, 2000)
«Потерянный рай» — украинско-российский фильм 2000 года режиссёра Валерия Рожко, экранизация одноимённого романа Виктора Веретенникова.

## Сюжет
1981 год. Артём Сапега уходит с геологической экспедицией в тайгу, где во время снежной бури теряется и остаётся один, без огня и оружия, один на один с дикой природой. Он проваливается к медведю в берлогу и чудом побеждает в схватке с хозяином тайги. Окружённый стаей волков не теряет силу духа. Он вспоминает своё прошлое, любовь к жене Ольге, дочери и сыну и неистребимое желание выжить любой ценой помогает ему пройти сложный путь от борьбы с окружающим миром до единения с ним и выйти победителем из экстремальной ситуации.

## В ролях
- Виктор Раков — Артём Сапега
- Ирина Алфёрова — Ольга Сапега
- Андрей Соколов — Витольд Непотач
- Юлия Барынина — Купава
- Анатолий Суханов — Максим
- Валентин Букин — Ерофей Шаурин
- Дмитрий Витченко — Ленин
- Пётр Бенюк — Гнат Филимонович Летюк
- Александр Кавалеров — Зиновий Сыса
- Владимир Горпенко — академик Рогач
- Леонид Фурсенко — руководитель городского отдела культуры
- Олег Блохин — Иисус / актёр в роли Иоанна Крестителя
- Геннадий Якубенко — актёр в роли Ирода
- Нелли Масальская — актриса в роли Иродиады
- Евгений Звягин — руководитель КГБ
- Виктор Веретенников — камео, автор пьесы «Пророк»
- Владимир Саранчук — эпизод (одна из всего двух киноработ актёра)

## Фестивали и награды
На первом международном кинофоруме «Ялта-2000» фильм получил сразу несколько призов, в том числе приз «За лучший украинско-российский фильм».
В 2018 году фильм был запрещён на Украине из-за участия в фильме актрисы Ирины Алфёровой, включённой в список лиц, переставляющих угрозу нацбезопасности Украины.